# Cnemalobus substriatus
Cnemalobus substriatus is een keversoort uit de familie van de loopkevers (Carabidae). De wetenschappelijke naam van de soort is voor het eerst geldig gepubliceerd in 1841 door G.R.Waterhouse.